# Andra Veidemann
Andra Veidemann (ur. 18 lipca 1955 w Tallinnie) – estońska polityk, historyk i etnograf, deputowana oraz minister, w latach 1995–1996 przewodnicząca Estońskiej Partii Centrum.

## Życiorys
Z zawodu historyk i etnograf. Absolwentka Uniwersytetu w Tartu z 1978, później kształciła się też w zakresie teologii na Uniwersytecie Helsińskim. W latach 1978–1990 pracowała w instytucie historii Estońskiej Akademii Nauk. Od 1990 do 1992 kierowała wydziałami (m.in. spraw religijnych) w estońskim resorcie kultury. Dołączyła do Estońskiej Partii Centrum. W 1992 i 1995 uzyskiwała mandat posłanki do Zgromadzenia Państwowego. Od 1995 do 1996 kierowała swoim ugrupowaniem, po czym ponownie przywództwo w niej objął Edgar Savisaar. Opuściła następnie centrystów, współtworzyła i w latach 1996–1999 przewodniczyła formacji Arengupartei. Pełniła funkcję ministra bez teki w gabinetach, którymi kierowali kolejno Tiit Vähi (1996–1997) i Mart Siimann (1997–1999). W pierwszym rządzie odpowiadała za sprawy europejskie, w drugim za kwestie związane z demografią.
W latach 1999–2001 była redaktor naczelną wydawnictwa „Ilo”. W 2000 dołączyła do Estońskiego Związku Ludowego, po czym w latach 2001–2006 pracowała jako doradczyni wywodzącego się z tej partii prezydenta Arnolda Rüütela. Była też przewodniczącą zarządu założonej pod patronatem prezydenta fundacji Ühiskondliku Leppe Sihtasutus. Później jako attaché odpowiadała za kulturę w ambasadzie Estonii w Moskwie (2006–2008) i kierowała centrum szkoleniowym w Tallinie (2008–2009).
W 2009 przystąpiła do Partii Socjaldemokratycznej. Od 2011 do 2013 wykonywała mandat radnej estońskiej stolicy. W 2012 zaczęła prowadzić autorski program telewizyjny w Tallinna Televisioon. W 2018 powróciła do Estońskiej Partii Centrum.